# Исецкий, Леон Николаевич
Леон Николаевич Исецкий (груз. ლეონ ნიკოლოზის ძე ისეცკი, наст. фамилия — Тер-Иоанесян, 20 сентября 1890 — 10 мая 1946, Тбилиси) — грузинский советский певец (бас). Народный артист Грузинской ССР (1943). Заслуженный артист Армянской ССР (1933). Один из основоположников грузинского оперного искусства.

## Биография
Родился в семье журналиста.
В детстве пел в Тифлисском народном хоре X. Кара-Мурзы.
Уехав в Европу, учился на факультете социальных наук Брюссельского университета. На концерте землячества русских студентов познакомился с Ф. Шаляпиным, по рекомендации которого два года брал уроки пения у профессора Брюссельской консерватории Кессо. Был знаком с Горьким и ездил к нему на Капри. В 1914 году вернулся в Тифлис.
В 1915 году окончил Тифлисское музыкальное училище, позже (1926—1928) стажировался в Милане, куда попал по рекомендации Л. Собинова. Совершенствовался в пении у Кабелла и В. Ванцо, сценическую подготовку проходил в «Ла Скала» у А. Санина. В 1927 с миланской труппой Феррари гастролировал по Голландии, где с большим успехом исполнял партии в «Фаусте», «Мефистофеле», «Севильском цирюльнике». «Джоконде», «Лоэнгрине», «Аиде».
Выступил одним из создателей Грузинской оперы (ныне — Тбилисский театр оперы и балета им. Палиашвили).
Выступал в Тифлисе (1916—1926, с 1930), Саратовском (конец 1920-х) и Свердловском (1930—1931) театрах оперы и балета, гастролировал по городам Поволжья, в Ереване (с 1930).
Один из создателей первого армянского оперного театрара в Александрополе (ныне Гюмри; 1923).
С 1906 года жил в д. 16 на улице Вельяминовской (ныне — улица Шалвы Дадиани) в Тифлисе.

## Театральные работы

### Первый исполнитель партий
- Цангалы («Даиси» З. Палиашвили, 1923),
- Гуриели («Коварная Тамара» М. Баланчивадзе, 2-я ред., 1926; 3-я ред., 1937),
- Макар Ткуилкотриашвили («Кето и Котэ» В. Долидзе, ред. Г. В. Киладзе; в этой партии выступал в 1937 на декаде грузинского искусства в Москве),
- Надир-Шах («Алмаст» А. Спендиарова, 2-я ред., 1939)

### Партии
- Иван Сусанин,
- Борис Годунов;
- Гремин («Евгений Онегин»),
- Кончак («Князь Игорь»),
- Мельник,
- Мефистофель,
- Сальери;
- Додон («Золотой петушок»),
- Дон Базилио («Севильский цирюльник»)

Оперный репертуар включал 70 партий.

## Звания и награды
- Народный артист Грузинской ССР (1943)
- Заслуженный артист Армянской ССР (1933)
- Орден Трудового Красного Знамени (04.11.1939) — за выдающиеся заслуги в деле развития армянского театрального и музыкального искусства
- Орден «Знак Почёта» (14.01.1937) — за выдающиеся заслуги в деле развития грузинского оперного искусства, грузинской музыки, песен и танцев